# Billy's Rival
Billy's Rival è un cortometraggio muto del 1914 diretto da Sydney Ayres e sceneggiato da Anita Loos.

## Produzione
Il film fu prodotto dall'American Film Manufacturing Company.

## Distribuzione
Distribuito dalla Mutual Film, il film uscì nelle sale cinematografiche USA il 7 ottobre 1914.